# يعمر الشداخ الكناني
يعمر بن عوف الليثي الكناني هو: يعمر الشداخ بن عوف بن كعب بن عامر بن ليث بن بكر بن عبد مناة بن كنانة من بني ليث من قبيلة كنانة كان سيد بني كنانة وقال عنه البيهقي أن كان أمير قبيلة كنانة في الجاهلية. وكان سيدا عظيما مشهورا ومن حكماء العرب وأم يعمر الشداخ اسمها: السؤم بنت عامر بن جرة، وله الشعر والفصاحة والكرم، وهو الذي قام في نصرة قصي بن كلاب حتى حصل له مفتاح الكعبة حين باعه منه أبو غبشان الخزاعي.
وقال ابن حزم: لقب بالشداخ لأنه شدخ من قريش و خزاعة الدماء التي كانت بسبب حروبهم على البيت، أي هدرها، وتمم الصلح.

## حياته
وهو من شعراء الحماسة، له في الأبيات المشهورة التي عير بها خزاعة في تحولها عن قريش، ورغبتهم إليه في كل ساعة في الدخول بينهم:

## سبب تسميته بالشداخ
انحازت خزاعة وبنو بكر عن قصي، وعرفوا أنه سيمنعهم كما منع صوفة، وأنه سيحول بينهم وبين الكعبة وأمر مكة. فلما انحازوا عنه باداهم وأجمع لحربهم وثبت معه أخوه رزاح بن ربيعة بمن معه من قومه من قضاعة. وخرجت له خزاعة وبنو بكر فالتقوا، فاقتتلوا قتالا شديدا بالأبطح، حتى كثرت القتلى في الفريقين جميعا، ثم إنهم تداعوا إلى الصلح وإلى أن يحكموا بينهم رجلا من العرب، فحكموا يعمر بن عوف بن كعب بن عامر بن ليث بن بكر بن عبد مناة بن كنانة، فقضى بينهم بأن قصيا أولى بالكعبة وأمر مكة من خزاعة، وأن كل دم أصابه قصي من خزاعة وبني بكر، موضوع يشدخه تحت قدميه، وأن ما أصابت خزاعة وبنو بكر من قريش، وكنانة وقضاعة ففيه الدية مؤداة، وأن يخلى بين قصي وبين الكعبة ومكة. فسمي يعمر بن عوف يومئذ: الشداخ، لما شدخ من الدماء ووضع منها.